# Мултипликативна функция
Мултипликативна функция в теорията на числата е аритметична функция {\displaystyle f(n)}, дефинирана върху множеството на естествените числа, която има свойството, че {\displaystyle f(1)=1} и ако {\displaystyle a} и {\displaystyle b} са взаимно прости, то
{\displaystyle f(ab)=f(a)f(b).}
Аритметичната функция {\displaystyle f(n)} се нарича напълно (изцяло) мултипликативна ако f(1) = 1 и f(ab) = f(a) f(b) за всички естествени числа a и b, дори и когато не са взаимно прости.
Извън теорията на числата, понятието мултипликативен обикновено се използва за функции за които f(ab) = f(a) f(b) за всички параметри a и b; тогава или f(1) = 1, или f(a) = 0 за всички a освен a = 1. Тази статия се отнася за теоретико-числовите мултипликативни функции.

## Свойства на аритеметичните мултипликативни функции
Лема. Мултипликативните функции се определят еднозначно от техните стойности за простите числа.
Лема. {\displaystyle f(n)\,} е мултипликативна тогава и само тогава, когато и
{\displaystyle g(n)=\sum _{a|n}f(a)\,}
е мултипликативна функция.
Лема. Ако {\displaystyle f_{1}(n)\,} и {\displaystyle f_{2}(n)\,} са мултипликативни, то и тяхната конволюция
{\displaystyle (f_{1}*f_{2})(n)=\sum _{a|n}f_{1}(a)f_{2}\left({\frac {n}{a}}\right)\,}
е също мултипликативна.